# OpenDOAR
오픈도어(OpenDOAR, Directory of Open Access Repositories)는 노팅엄 대학교가 2006년부터 운영하고 있는 학문적인 오픈 액세스 저장소들이 목록화 된 정보원이다. 다시말해서 오픈 도어는 학술 오픈 액세스 리포지터리 목록이다. 오픈도어는 이용자들에게 간단한 정보 저장소 목록을 제공할 뿐만 아니라 저장소 혹은 저장소의 내용을 검색할 수 있도록 한다. 또한 저장소 인프라의 품질을 개선하고 모범 사례를 공유함으로써 저장소 관리자와 서비스 제공자에게 도구와 지원을 제공한다.

## 역사
초기 OpenDOAR는 SHERPA 아래 오픈 액세스 및 저장소 작업 포트폴리오의 일부로 노팅엄 대학에 의해 개발되고 유지되었다. OpenDOAR는 노팅엄 대학, 영국, 룬드 대학, 스웨덴, DOAJ집에 의해 시작되고 처음으로 개발되었다. 초기 이후 현재 2011년 5월 JISC을 통해 의해 자금 지원을 받고 있다. 이 시간 동안 목록뿐만 아니라 미래 서비스에 대한 미래의 지속 가능성 모델에 대한 조사 및 계획으로 개발되고 있다.

## 소개
2003년까지, 오픈 액세스 연구 아카이브의 다중성 연구 정보에 대한 오픈 액세스를 제공하기 위해 학자, 연구자, 오픈 액세스 제안자의 요구에 따라 급증, 전 세계적으로 성장했다. 다른 저장소 및 오픈 액세스 아카이브가 있지만 아카데믹 오픈 액세스 저장소의 범위를 기록되지 않은 단일의 포괄적 또는 권위있는 목록이다. 이러한 기본목록 외에도 저장소를 카탈로그 및 기술, 더 구조화 된 정보 서비스에 누적 목록에서 이동할 필요가 있었다.
사용자는 검색 할 때 해당 정보의 사용을 촉진하는 기능이 제공되는 정보의 범위 및 포괄성을 알 필요가 있다. 예를 들어 검색 필터를 분석하고 각 저장소에 대한 설명을 조회하는 것이다.

## 범위
OpenDOAR는 주로 국제 사회의 학술 및 연구 활동을 강화하고 지원하는 서비스이다. OpenDOAR은 기관 및 주제 기반 저장소의 포괄적이고 권위있는 목록을 유지·관리한다. 또한 미국이나 영국과 유럽의 웰컴 트러스트 (Wellcome Trust)의 건강을 위한 국립 연구소와 같은 기관 자금에 의해 설정 아카이브를 포함한다.
openDOAR서비스 이용자들은 위치와 유형, 그들이 가지고 있는 자료에 의해 저장소를 분석할 수 있다. openDOAR의 중요한 점은 그 정보를 이용하는 이용자가 원문을 검색하는 것뿐만이 아니라 이용자의 특별한 검색에 맞는 서비스를 제공해주는 제 3자 즉, 공급업체의 알람서비스 또한 이용할 수 있다는 것이다. 노팅엄 대학에서 연구 통신을 위한 센터는 현재 Open access 커뮤니티를 위한 SHERPA 서비스를 실행하고 있다. SHERPA 서비스는 다른 출판사가 저자가 보유할 수 있는 아카이빙 원리의 계약한 것을 제공해 주는 RoMEO서비스를 편집하고 지지해준다. 이 서비스를 제공하기 위해 SHERPA는 자금조달기관의 Archiving 및 요구 사항을 요약해주는 JULIET 서비스도 운영하고 있다. OpenDOAR는 이 저장소의 세 번째 부분으로 사용가능한 Open Access를 나열해주고 있다.

## 제외 기준
openDOAR는 전적으로 학문 연구에 사용이 된다. 전체 텍스트 리소스에 대한 Open Access의 개념은 포용 사이트에서 정보를 수집하고 제공하는 방식을 채택하였다. 따라서 접근을 제어하는 형태가 즉각적으로 접근을 방지하는 사이트는 포함되지 않는다. 마찬가지로 메타데이터의 레코드를 구성하는 사이트 또한 포함되지 않는다. 그러나 OpenDOAR는 자원을 다시 사용할 수 있도록 하는 문서나 메타데이터를 이미지 또는 데이터 집합의 예를 들어 다른 유형으로 나열해준다. OpenDOAR의 사이트를 나열하지 않는 이유는 다음과 같다.
- 사이트의 반복적인 접근불가
- 사이트는 전자저널이어야 한다(open access가 가능하거나 DOAJ에서 볼 수 있는)
- 사이트는 서지참조 전용 또는 외부 사이트에 대한 링크가 포함되어 있다.
- 사이트는 Open Access가 아닌 자원도 포함한다.
- 사이트는 도서관 카탈로그나 지역적으로 접근 가능한 e-book의 모음이다.
- 사이트는 모든 자료에 접근하기 위해 로그인이 필요하다.-자유롭게 제공하는 경우에도 마찬가지이다.

## 저장소 선정
OpenDOAR의 운영진은 레포지터리 선정을 위해 개별 레포지터리 사이트를 직접 방문하여 접속가능성, 전문공개, 정기구독, 로그인, 접속조건의 필요성과 서비스되는 콘텐츠의 일관성 여부 등을 조사한다.

## 서비스 목표
- 학술 오픈 액세스 연구 저장소의 성장 분야를 조사하고 로케일, 콘텐츠 및 기타 조치의 관점에서 그들을 분류한다.
- 학술 연구 관련의 오픈 액세스 저장소의 설명 목록을 생성한다.
- 특정 유형의, 또는 특정 저장소를 찾을하려는 최종 사용자를 위한 포괄적 및 신뢰할 수 있는 목록을 제공한다.
- 목록의 개발을 가능하게하는 명확 업데이트와 자율 규제 프로토콜을 포괄적 구조 및 유지 관리 목록을 제공한다.
- 조직의 저명한 국제 역할 및 액세스 저장소 서비스를 열려면 액세스할 수 있다.
- 기관 및 글로벌에서 오픈 액세스 봉사 활동 및 옹호 노력을 지원한다.

## 주요도구와 기능
애플리케이션 프로그래머 인터페이스
이것은 응용 프로그램 OpenDOAR 데이터베이스에 대한 쿼리의 다양한 실행하고 XML 데이터로 결과를 반환할 수 있는 인터페이스이다. 사용자는 저장소에 제목 및 URL을 저장 또는 사용 가능한 모든 OpenDOAR 데이터 또는 내용의 중간 수준을 검색할 수 있다. 그 뒤 자신의 응용 프로그램에 출력을 통합하고 '매시업'할 수 있다.
오픈도어 차트
OpenDOAR를 사용하여 볼 수있는 차트 페이지 기능은 또한 사용자가 자신의 웹페이지에 차트를 복사 및 붙여 넣기 수 있도록 HTML 소스 코드를 제공할 수 있다. 이동적이기 때문에 차트가 업데이트 OpenDOAR에 변경 사항을 반영한다.
이메일 배포 서비스
맞춤 메일 재배포 서비스 저장소 관리자, 서비스 제공자와 연구자를 제공하도록 설정되어 있다.

## 참조
1. ↑  OpenDOAR 보관됨 2013-06-23 - 웨이백 머신,
2. ↑  OpenDOAR 보관됨 2013-06-23 - 웨이백 머신,
3. ↑  [깨진 링크(과거 내용 찾기)]
4. ↑  OpenDOAR 보관됨 2013-06-23 - 웨이백 머신, OpenDOAR 홈페이지
5. ↑  OpenDOAR 보관됨 2013-06-23 - 웨이백 머신, OpenDOAR 홈페이지
6. ↑  OpenDOAR 보관됨 2013-06-23 - 웨이백 머신, OpenDOAR 홈페이지
7. ↑  이나라. 2012. 대학 기관레포지터리 이용 개선 방안에 관한 연구. 이화여자대학교 대학원. 석사학위논문. p.64
8. ↑  “보관된 사본”. 2013년 6월 23일에 원본 문서에서 보존된 문서. 2013년 5월 10일에 확인함.